# Tổ chức ca cao thế giới
Tổ chức ca cao thế giới (ICCO) là một tổ chức toàn cầu, bao gồm các nước sản xuất và tiêu thụ ca cao. Trụ sở chính tại London, ICCO được thành lập năm 1973 để thực hiện Hiệp định Ca cao Quốc tế lần đầu tiên, được đàm phán tại Geneva trong một Hội nghị Ca cao Quốc tế của Liên Hợp Quốc. Kể từ đó, đã có bảy Hiệp định. Hiệp định Ca cao Quốc tế thứ Bảy được đàm phán tại Geneva vào năm 2010 và có hiệu lực tạm thời vào ngày 1 tháng 10 năm 2012.
Vào ngày 2 tháng 11 năm 2005, có hơn 80% các quốc gia xuất khẩu Ca cao đã gia nhập Hiệp định. Do đó, Hiệp định Ca cao Quốc tế năm 2001 đã có hiệu lực chính thức lần đầu tiên trong lịch sử 30 năm của các Hiệp định Ca cao Quốc tế. Các nước thành viên ICCO chiếm gần 85% sản lượng ca cao thế giới và hơn 60% tiêu thụ ca cao thế giới. Tất cả các thành viên đều được đại diện tại Hội đồng Ca cao Quốc tế, cơ quan quản lý cao nhất của ICCO.
Hai thành tựu quan trọng nhất của Hiệp định Ca cao Quốc tế hiện tại là việc thiết lập một nhiệm vụ rõ ràng về một nền kinh tế Ca cao thế giới bền vững và thành lập Consultative Board on the World Cocoa Economy.
Consultative Board on the World Cocoa Economy bao gồm mười bốn chuyên gia quốc tế trong lĩnh vực ca cao, tất cả đều từ khu vực tư nhân (bảy người từ các nước thành viên sản xuất ca cao và bảy người từ các nước thành viên tiêu thụ ca cao). Tuy nhiên, Hội đồng, với nhiệm vụ rộng rãi như Hội đồng Ca cao Quốc tế và bao gồm tất cả các khía cạnh của nền kinh tế ca cao thế giới, chỉ hoạt động với tư cách tư vấn, vì tất cả các quyết định cuối cùng đều do Hội đồng Ca cao Quốc tế đưa ra. Hội đồng được thành lập để ghi nhận tầm quan trọng của khu vực tư nhân trong nền kinh tế ca cao thế giới và vai trò ngày càng quan trọng của thương mại và công nghiệp trong ICCO.